# جائزة بلجيكا الكبرى 1993
جائزة بلجيكا الكبرى 1993 هو سباق فورمولا 1 أقيم بتاريخ 29 أغسطس 1993 في حلبة دي سبا فرانكورشومب، حمام معدني، بلجيكا. كان الثاني عشر من أصل 16 في بطولة العالم لسباقات الفورمولا واحد موسم 1993. حلّ البريطاني دايمون هيل أولا بينما جاء الألماني مايكل شوماخر في المركز الثاني وحصل على المركز الثالث الفرنسي ألن بروست.

## وصلات خارجية
- الموقع الرسمي